# Duma (épica)

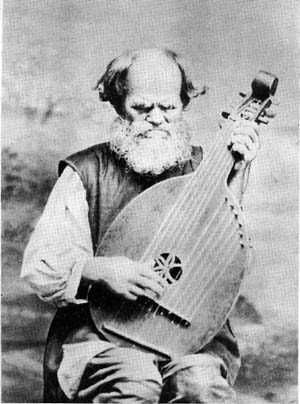
Kobzar Ostap Veresái, uno de los mayores exponentes de la interpretación de la duma en el.

Una Duma (en ucraniano: дума, en plural Dumy) es una canción de un poema épico que se originó en Ucrania en el tiempo del Hetmanato Cosaco, alrededor del siglo XVII, posiblemente basados en las formas primitivas de los poemas épicos de la Rus de Kiev. Históricamente, las Dumy fueron cantadas por bardos cosacos itinerantes llamados Kobzarí, tocando como acompañamiento una Kobza o un Torban, pero después de la abolición del Hetmanato por la emperatriz Catalina II de Rusia, pasó a ser tocada principalmente por músicos ciegos itinerantes que mantuvieron el nombre de Kobzar, y cantaban acompañados con la Bandura (aunque rara vez con una Kobza) o Relya/Zanfona (una variedad ucraniana de la Zanfona). Las Dumas eran cantadas de forma recitada, en el estilo autodenominado "modo duma", una variedad del "modo dorio" elevado cuatro notas.
Las Dumy eran canciones que desarrollaban hechos históricos, muchos relacionados con lo militar del alguna manera. Imbuido en estos hechos históricos estaba el contenido religioso. Hay un contenido relativo a la lucha de los cosacos contra los enemigos de diferentes confesiones o con los hechos ocurridos en las festividades religiosas. La historia de una Duma se desarrolla principalmente sobre la guerra, pero la Duma por sí misma no promueve el coraje en la batalla. La Duma imparte un mensaje moral que promueve un comportamiento correcto hacia las relaciones familiares, la comunidad y la iglesia. Sin embargo, los kobzarí no solo interpretaban canciones religiosas y Dumy. También cantaban "canciones satíricas", melodías bailables con o sin letra, canciones líricas y canciones históricas.
La relación entre lo militar y lo religioso en la Duma se origina a causa de la rebelión cosaca de 1648. Ucrania cayó bajo el poder de la Iglesia católica, y forzó la disolución de la Iglesia ortodoxa. Esta revolución fue seguida por una "partición y eventual subyugación de las tierras ucranianas y la iglesia ucraniana". Los cosacos se rebelaron debido a la opresión religiosa y la toma de sus tierras. Esto causó una gran controversia en la iglesia, ya que los cosacos defendían la Fe, y como perdieron, y siendo la Fe infalible, los cosacos se autoinculparon de haber hecho algo pecaminoso. Esta es la causa por la que las Dumy tienen un gran componente religioso y las canciones cuentan la muerte y la derrota, no la victoria.

## Característica de las letras
Las Dumy, como poemas épicos, en comparación con otras formas épicas, no contienen elementos de fantasía.

## Características lingüísticas
El elemento dominante de las Dumy es el lenguaje. El ritmo es retórico, frecuentemente colocando el verbo al final. El uso de los paralelismo está extendido, los epítetos son normales, el uso de números específicos también está extendido. El uso de formas arcaicas de lenguaje también son populares como lo es el uso de la retardación.

## Características musicales

### Características melódicas
Las melodías de las Dumy consisten en:
- Recitación repetitiva de pasajes en una nota, cambiando a diferentes tonos con un acento distinto, usualmente un tono adyacente aunque a veces cuatro.
- Recitación melódica con pasajes de caída escálica.
- Cadencias melódicas cerradas o semicerradas con una característica melisma.
- Frecuentes lamentos (zaplachka) basados en la palabra "hey" como adorno con muchas figuras estilísticas melismaticas en la melodía.
- Una "slavnoslovia" (glorificación verbal) al final de la pieza. Una recapitulación de la obra que en algunas regiones es hablada más que cantada.

Casi todas las formas tradicionales de las Dumy de Poltava y Slobozhánschyna usan el modo dorio con ocasionales subidas de cuatro notas o una bajada de escala (subseptatonium). La subida de 4 notas es usada como una nota dominante secundaria. La aparición de una segunda aumentada entre la tercera y cuarta, le da a la Duma un sonido oriental y es usada por el ejecutante para añadir "zhal'" (pena o dolor) a su trabajo.

### Acompañamiento
Las Dumy tradicionalmente son cantadas con acompañamiento de un instrumento, normalmente una bandura, kobza o lira.
En la tradición de la Slobozhánschyna, la bandura toca la mayoría de las notas de la melodía haciendo la voz los accidentes cromáticos y melisma con acordes ocasionales de I, IV y V grados al modo dorio. El instrumento se usa en los preludios instrumentales, en los interludios y postludios.
En la tradición de Poltava, el instrumento de acompañamiento es mucho más integrado con el ejecutor, no tocando la melodía sino acordes ocasionales en el tono y dominio del modo dorio.
Con la lira de acompañamiento de Poltava, no se interpretan melodías con la voz mientras se desarrolla la Duma. La melodía instrumental se confina a preludios, interludios y postludios.
No nos han llegado transcripciones o grabaciones de la interpretación de las Dumy de la tradición de Cherníhiv.
La discusión relativa a otras tradiciones de recitación de Duma muestra una gran contaminación del siglo XX de fuentes no tradicionales que se han mezclado con muchas grabaciones ni típicas ni auténticas del tradicional estilo en que los kobzarí interpretaron las Dumy.